# Paravespa empeyiera
Paravespa empeyiera är en stekelart. Paravespa empeyiera ingår i släktet Paravespa och familjen Eumenidae.

## Underarter
Arten delas in i följande underarter:
- P. e. ditior
- P. e. maculata